# Rick Glassman
Rick Glassman (nacido el 23 de julio de 1984) es un actor y comediante estadounidense.
Glassman protagonizó el papel de Burski en la comedia de NBC Undateable y escribió, dirigió y protagonizó la serie web derivada de NBC The Sixth Lead. Interpretó el papel de Harold Ramis en la película A Futile and Stupid Gesture, una película biográfica sobre National Lampoon, y protagonizó la serie dramática de comedia de Amazon Prime Video As We See It.

## Primeros años
Glassman nació en Shaker Heights, Ohio, un suburbio de Cleveland, y creció en el suburbio de Orange. Su padre, Steve, era dueño de un restaurante antes de convertirse en copropietario de una tienda de alfombras en Mayfield Heights a finales de los años 1990. Su padre es judío y su madre es de ascendencia italiana.
Glassman asistió a Orange High School y se graduó en 2002. Estaba en el equipo de baloncesto de la escuela secundaria y jugó contra St. Vincent–St. Mary High School, que en ese momento estaba dirigido por LeBron James. Se graduó en marketing en la Universidad Estatal de Kent en 2006. También estaba tomando clases de teatro mientras estaba en la escuela. Después de graduarse, Glassman consideró ir a la facultad de derecho, pero comenzó a realizar monólogos, actuando por primera vez en Cleveland Improv en 2007.

## Carrera
Glassman se mudó a Los Ángeles en 2008, donde continuó realizando stand up. Su carrera ganó fuerza después de actuar regularmente en The Comedy Store. En 2013, fue invitado a la presentación de New Faces en el festival de comedia Just for Laughs. Apareció en un episodio de Adam Devine's House Party en la segunda temporada del programa.
El escritor y productor Bill Lawrence invitó a Glassman y al comediante Brent Morin a una audición para su comedia Undateable después de ver a ambos comediantes actuar en Hollywood Improv. Glassman y Morin obtuvieron papeles cada uno en el programa, que también está protagonizado por Chris D'Elia, Ron Funches y David Fynn. Glassman interpretó el papel de Burski, un cliente habitual del bar propiedad del personaje de Morin. Mientras trabajaba en el programa, Glassman le propuso una idea a Lawrence que se convirtió en la serie web derivada The Sixth Lead, producida por NBC. Escrita, dirigida y protagonizada por Glassman, The Sixth Lead lo sigue durante sus experiencias cotidianas como "el sexto protagonista" en el elenco de Undateable. De estilo similar a la serie Curb Your Enthusiasm, la serie ofrece al espectador una mirada semificticia detrás de escena de la producción de Undateable e incluye apariciones de Lawrence y otros miembros del elenco, así como apariciones de Zach Braff como él mismo. Glassman editó la serie en un cortometraje que ganó el premio al Mejor Cortometraje en el Festival IFS 2016, celebrado por el Independent Filmmakers Showcase en Los Ángeles.
Glassman fue una estrella invitada en la serie de 2015 The Comedians, en el papel de Clifford, e interpretó el papel de Harold Ramis en la película biográfica de 2018 A Futile and Stupid Gesture.
En 2019 lanzó su podcast, Take Your Shoes Off. El programa presenta principalmente entrevistas a comediantes y otras personas de la industria del entretenimiento, a veces presentando escenas brevemente superpuestas con animación digital o escenas dramatizadas entre él y sus invitados para lograr un efecto cómico. Su programa también presenta anuncios dirigidos por Glassman para Marshall Carpet One y Rug Gallery, la tienda de alfombras de la que es copropiedad su padre.
En 2022, Glassman protagonizó la serie de comedia dramática As We See It. Basado en la serie israelí On the Spectrum, el programa gira en torno a la vida de tres compañeros de cuarto que son autistas. Los compañeros de cuarto son interpretados por actores del espectro autista, incluido Glassman, a quien le diagnosticaron autismo en la edad adulta. También interpreta a Edward en la comedia de ABC Not Dead Yet, que se estrenó en febrero de 2023. El personaje de Glassman es autista y es compañero de cuarto del personaje interpretado por la protagonista del programa, Gina Rodríguez.

## Vida personal
A Glassman le diagnosticaron autismo de nivel 1 (anteriormente conocido como síndrome de Asperger) a finales de la década de 2010. Le dijo a Forbes que, desde su diagnóstico, "Todos estos obstáculos aparentemente no relacionados se convirtieron en patrones que tenían sentido... Es algo de lo que estaba y estoy orgulloso".

## Filmografía

### Televisión
| Año       | Título                    | Papel                  | Notas                                              |
| --------- | ------------------------- | ---------------------- | -------------------------------------------------- |
| 2014      | Adam Devine's House Party | Él mismo               | Episodio: "Poboy"                                  |
| 2014      | Deadbeat                  | Comentarista deportivo | Episodio: "The Hot God Contest"                    |
| 2014–2016 | Undateable                | Burski                 | Personaje regular; 36 episodios                    |
| 2015      | The Sixth Lead            | Él mismo               | Escritor, director, personaje regular; 8 episodios |
| 2015      | Barely Famous             | Él mismo               | Episodio: "Be More Likable"                        |
| 2015      | The Comedians             | Clifford               | 2 episodios                                        |
| 2018      | Alone Together            | Derek                  | Episodio: "Mom"                                    |
| 2022      | As We See It              | Jack Hoffman           | Personaje regular; 8 episodios                     |
| 2023      | Not Dead Yet              | Edward                 | Personaje regular                                  |

### Películas
| Año  | Título                      | Papel        | Notas   |
| ---- | --------------------------- | ------------ | ------- |
| 2018 | A Futile and Stupid Gesture | Harold Ramis | Netflix |
| 2023 | Old Dads                    | Hunter Lewis | Netflix |